# 라텐 문화
라텐 문화(La Tène culture)는 유럽 철기 시대의 문화이며, 스위스의 뇌샤텔호 북쪽에 있는 라텐의 고고 유적에서 1857년 Hansli Kopp가 많은 유물을 발굴하여 유래되었다. 라텐 문화는 철기 시대 후기(기원전 450년부터 로마에 의해 정복되는 기원전 1세기까지) 동쪽 프랑스, 스위스, 오스트리아, 서남 독일, 체코, 슬로바키아, 헝가리로 발전하고 번창했다. 라텐 문화의 유적은 넓은 지역에서 볼 수 있으며, 아일랜드와 그레이트브리튼섬의 일부, 스페인 북부, 부르고뉴, 오스트리아 등에서도 출토되고 있다.
서부 이베리아의 켈티베리아인은 일반적으로 예술적 스타일은 아니지만, 문화의 많은 측면을 공유했다. 북쪽으로는 북부 독일의 야스토르프 문화와 소아시아(오늘날 터키)의 갈라티아까지 이르는 현대 
북유럽의 로마 이전 철기 시대가 확장되었다.
고대 갈리아를 중심으로 문화가 매우 널리 퍼졌으며, 다양한 지역적 차이를 포함한다. 특히 금속 세공품의 곡선형 장식이 특징인 켈트 예술의 라텐 스타일로 이전 및 이웃 문화와 구별되는 경우가 많다.
1857년 수위가 떨어진 후 발견된 것처럼 수천 개의 물체가 호수에 퇴적된 스위스 뇌샤텔 호수 북쪽에 있는 라텐 유형 유적지의 이름을 따서 명명되었다. 유적지와 고고학자가 고대 켈트족의 문화와 예술 후기에 사용하는 용어로 대중의 이해에 확고하게 자리 잡고 있지만, 역사가와 고고학자에게 수많은 문제를 제기한다.

## 시대 구분
무역을 통한 광범위한 접촉은 엘리트 매장지에 보관된 외부의 물건들로 알 수 있고, 라텐 물질 문화에 대한 양식적 영향은 에트루리아, 이탈리아, 그리스, 다키아, 스키타이 사료에서 인정받을 수 있다. 연대 측정 가능한 그리스 도자기와 연륜연대학 및 열발광 연대측정과 같은 과학적 기술을 사용한 분석은 일부 라텐 유적에서 절대 연대 측정 범위를 제공하는 데 도움이 된다.
라텐의 역사는 원래 금속 발견물의 유형학(오토 티슐러 1885)에 따라 "초기", "중기", "후기" 단계로 나뉘었는데, 로마의 점령으로 인해 문화가 크게 파괴되었지만, 갈로-로마와 로마-영국 문화에 많은 요소가 남아 있다. 광범위한 문화적 통합은 지배적인 사회-정치적 통합 구조와 병행되지 않았으며, 물질적 문화가 언어적으로 연결될 수 있는 정도에 대해 논의되고 있다. 라텐 문화의 예술사에는 다양한 시대 구분 방식이 있다.
고고학적 시기는 현재 파울 라이네케에 이어 네 개의 하위 시기로 나뉜다.
| 티슐러 (1885) | 라이네케 (1902) | 시기           |
| ------------- | --------------- | -------------- |
| 라텐 I        | 라텐 A          | 기원전 450–380 |
| 라텐 I        | 라텐 B          | 기원전 380–250 |
| 라텐 II       | 라텐 C          | 기원전 250–150 |
| 라텐 III      | 라텐 D          | 기원전 150–1   |

## 역사

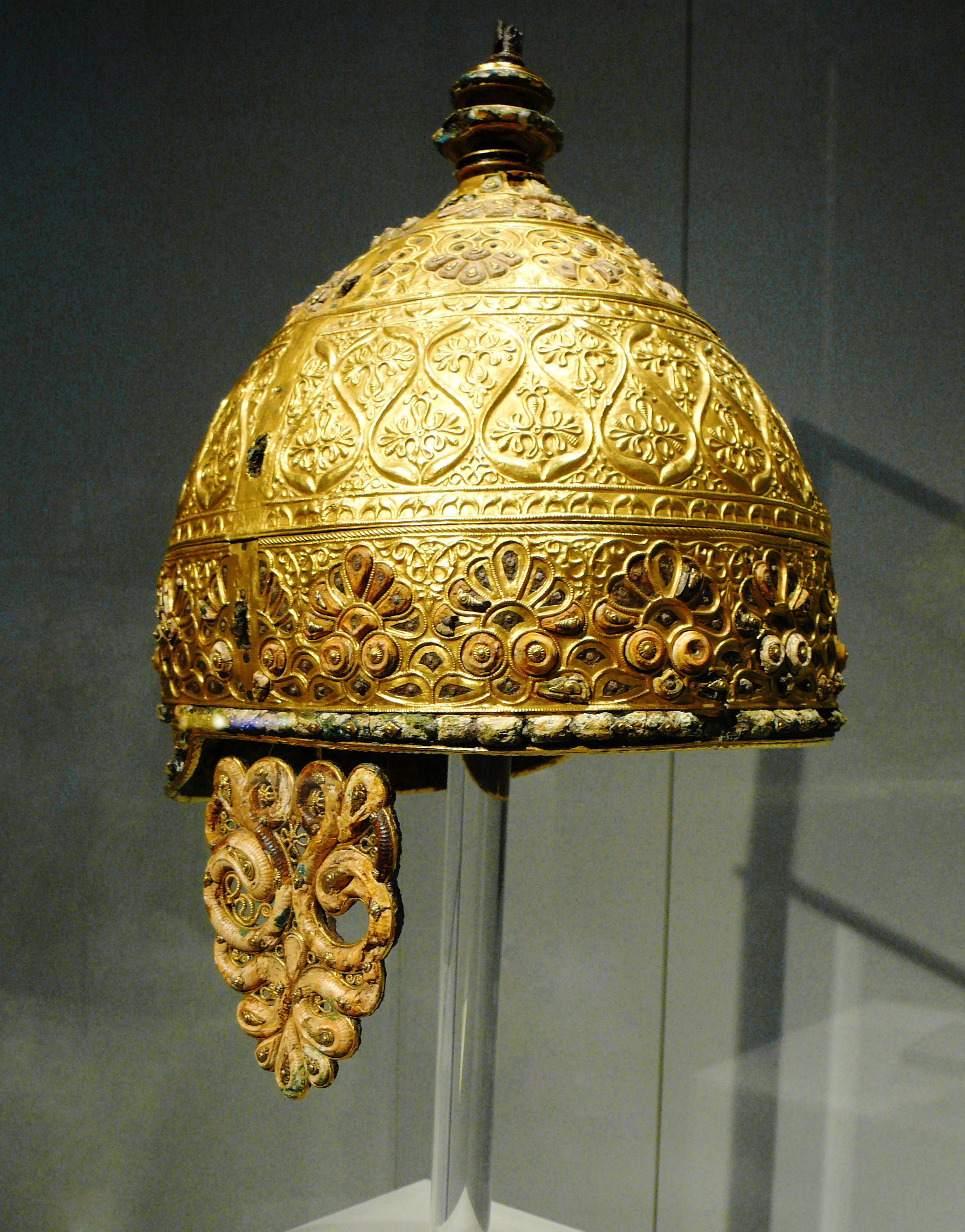
아그리스 헬멧, 프랑스

이전 할슈타트 문화의 마지막 단계인 HaD는 기원전 650-450년경에 해당하며, 중부 유럽 전역에 널리 퍼져 있었다. 이 지역에 대한 전환은 점진적이었고, 주로 오래된 할슈타트 지역의 서쪽 가장자리에 처음 나타나는 라텐 스타일의 엘리트 공예품을 통해 감지되었다.
라텐 문화가 처음 발달한 정확한 지역에 대한 합의는 없지만, 문화의 중심이 할슈타트 문화의 북서쪽 가장자리, 알프스 북쪽, 마른과 모젤의 계곡, 인근 라인란트 일부. 현대 바이에른의 옛 할슈타트 핵심 지역의 서쪽 끝 동쪽에서 체코, 오스트리아, 스위스는 알자스의 서쪽 지역과 합류하여 초기 라텐에서 다소 분리된 “동부 스타일 지방”을 형성했다. 1994년에는 기원전 5세기 초의 엘리트 묘지의 원형 앙상블이 프랑크푸르트암마인 북동쪽 헤세의 글라우베르그에서 발굴되었다. 따라서 라텐의 부지 자체는 원래 ‘핵심’ 지역(핵심에 대한 할슈타트 부지의 경우도 마찬가지임)의 남쪽 가장자리 근처에 있었다.
곧 프랑스 지중해 연안의 마살리아(지금의 마르세유)에 그리스 식민지를 건설하여 론강과 손강 상류의 할슈타트 지역과 큰 교역을 하게 되었고, 빅스 무덤과 같은 초기 라텐 엘리트 매장이 이루어졌다. 부르고뉴에는 현지에서 생산된 공예품과 함께 수입 사치품이 포함되어 있다. 대부분의 지역은 언덕 꼭대기 요새에 거주하는 부족 추장에 의해 통제되었을 것이며, 인구의 대부분은 시골의 작은 마을이나 농장에서 살았다.
기원전 500년경 에트루리아인은 이탈리아 북부의 켈트족과 국경을 접할 수 있도록 확장했고, 알프스를 가로지르는 무역은 그리스인과의 무역을 재정비하기 시작했고 론 루트는 쇠퇴했다. 호황을 누리는 지역에는 철광석이 많이 매장된 라인 중부, 마른과 샹파뉴 지역, 보헤미아가 포함되어 있지만, 이곳에서는 지중해 지역과의 무역이 훨씬 덜 중요했다. 거래 관계와 부는 의심할 여지 없이 라텐 스타일의 기원에 한몫을 했지만, 그 부분이 얼마나 큰지에 대해서는 여전히 많이 논의되고 있다. 특정 지중해에서 파생된 모티프가 분명하지만, 새로운 스타일은 이에 의존하지 않는다.
배리 쿤리프는 기원전 5세기에 “권력과 혁신의 두 영역이 발생했을 때 라텐 문화의 현지화”에 주목했다. 서쪽의 마르네-모젤 구역은 중앙 알파인 고개와 골라세카 문화를 통해 포 계곡과 무역 링크를, 동쪽의 보헤미안 구역은 동쪽 알파인 경로와 베네치아 문화를 통해 아드리아해와 분리된 링크를 가지고 있다.

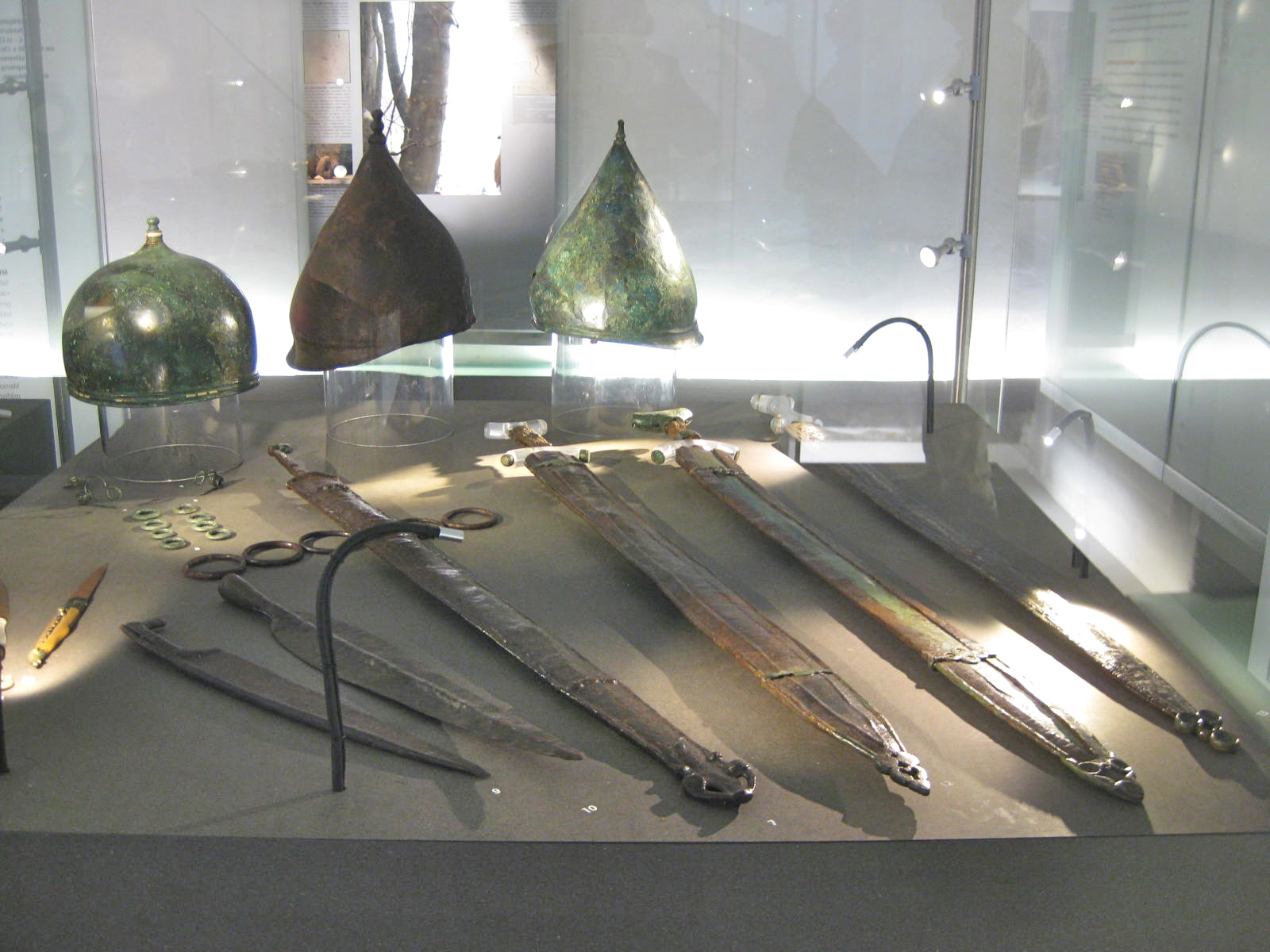
오스트리아 할라인의 검과 헬멧

라텐 문화는 기원전 4세기에 프랑스, 독일, 중부 유럽, 히스파니아, 이탈리아 북부와 중부, 발칸 반도, 심지어 소아시아까지 여러 주요 이주 과정에서 확장되었다. 라텐 양식의 유물은 비슷한 시기에 영국, 아일랜드에서 나타나기 시작한다. ‘배타적인 라텐’ 예술의 스타일은 다소 다르며, 인공물은 처음에는 섬의 일부 지역에서 발견되지만, 다른 지역에서는 발견되지 않는다. 이주 운동은 기껏해야 그곳의 라텐 문화, 그리고 아마도 유럽의 다른 지역의 확산에 부분적으로만 책임이 있는 것 같다.
기원전 400년경에는 지중해 무역의 증거가 희박해진다. 이것은 확장되는 켈트족 인구가 남쪽과 서쪽으로 이주하기 시작하여 에트루리아인과 로마인을 포함한 기존 인구와 폭력적인 갈등을 일으켰기 때문일 수 있다. 라텐 고향의 많은 곳에서의 정착 생활도 훨씬 더 불안정해지고, 전쟁이 일어나기 쉬운 것 같다. 기원전 387년경, 브레누스 휘하의 켈트족은 로마군을 물리치고, 로마를 약탈하여 로마 본토에 대한 가장 두드러진 위협으로 자리 잡았으며, 줄리어스 카이사르가 율리우스 카이사르의 마지막 정복 때까지 일련의 로마-갈리아 전쟁을 통해 그 지위를 유지하게 되었다. 갈리아 기원전 58-50년. 로마인들은 켈트족이 로마의 남쪽 먼 곳에 도달하는 것을 막았지만, 아드리아해의 반대편에서는 발칸 반도를 지나 그리스에 도달했고, 그곳에서 기원전 279년에 델피는 공격당하고 약탈당했고, 그리고 갈라티아는 아나톨리아의 켈트 지역으로 정착되었다. 이때까지 라텐 스타일은 영국 제도로 퍼지고 있었지만, 분명히 인구 이동은 없었다.
기원전 275년경 이후, 로마는 갈리아 키살피나를 정복하면서 라텐 지역으로 확장하기 시작했다. 갈리아 켈티카의 정복은 기원전 121년에 이어졌고, 기원전 50년대의 갈리아 전쟁으로 완료되었다. 갈리아 문화는 로마 문화에 빠르게 동화되어 후기 고대의 갈로로마인의 혼합 문화를 일으켰다.

## 민족학

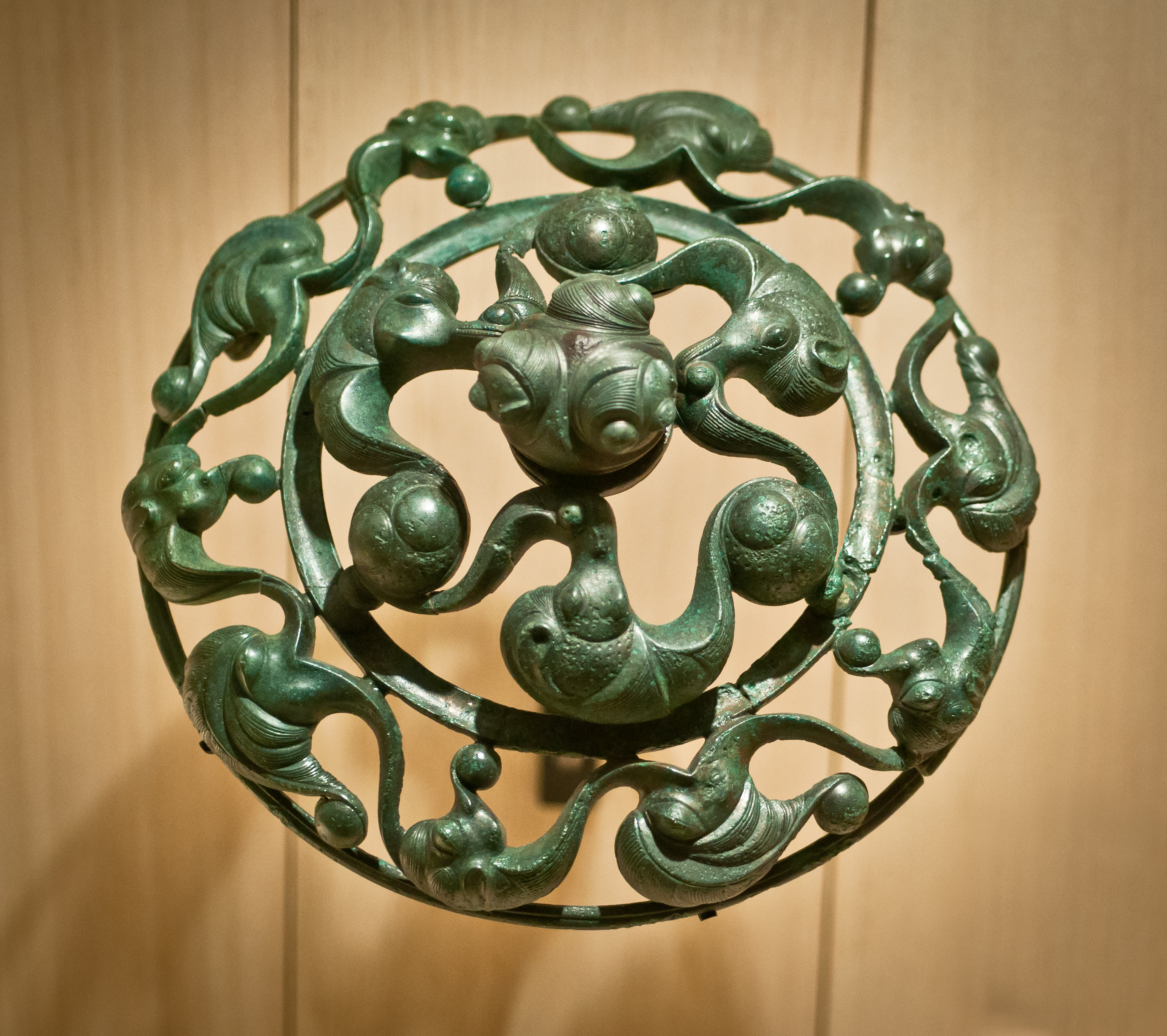
프랑스 루아시의 청동 전차 부품

라텐 문화의 보유자들은 고대 민족지학자들에게 켈트족 또는 갈리아족으로 알려진 사람들이었다. 고대 켈트 문화에는 자체 문헌이 없었지만, 그리스 또는 라틴 알파벳의 비문에 대한 드문 예가 있어 대륙 켈트의 단편적인 재구성을 허용한다.
이 문화 지역에 대한 현재 지식은 고고학적 증거, 그리스 및 라틴 문학 기록, 서부 유럽의 전통적으로 켈트족 지역의 일부 라텐 예술 및 문화적 생존을 암시하는 민족지학적 증거로 구성된 세 가지 출처에서 파생된다. 고고학적으로 라텐 물질 문화로 확인된 사회 중 일부는 5세기 이후 그리스와 로마 작가에 의해 켈트인과 갈리아인으로 확인되었다. 헤로도토스(iv.49)는 라텐 물질 문화의 심장부에 있는 다뉴브의 근원에 켈트족을 올바르게 배치했다.
고전적 출처의 사용이 전체 라텐 문화가 통일된 켈트족에 기인할 수 있다는 것을 의미하는지 여부는 평가하기 어렵다. 고고학자들은 언어, 물질 문화, 정치적 소속이 반드시 평행을 이루는 것은 아니라고 반복해서 결론을 내렸다. 프레이(2004)는 5세기에 “켈트족 세계의 매장 관습은 획일적이지 않았고, 오히려 지역화된 그룹이 고유한 신념을 가지고 있었고, 결과적으로 독특한 예술적 표현을 낳았다”고 지적한다.

## 물질 문화
할슈타트 문화에서 기술적으로 발전한 청동, 철, 금의 라텐 금속 세공은 정교한 청동 그릇, 투구, 방패, 말 장식, 엘리트 장신구, 특히 토르크라고 하는 목걸이에 새겨진 복잡한 나선과 인터레이스가 문체상 특징이다. 그리고 비골이라고 불리는 정교한 걸쇠. 기하학적 패턴의 할슈타트 전통과 결합된 우아하고, 양식화된 곡선 동물 및 식물 형태가 특징이다.
라텐 예술과 문화의 초기 스타일은 주로 정적이고, 기하학적인 장식을 특징으로 하는 반면 개발된 스타일로의 전환은 마름모와 같은 움직임 기반 형식으로의 전환을 구성했다. 개발된 스타일 내의 일부 하위 집합에는 발달게스하임 양식의 반복되는 구불구불한 스크롤과 같은 보다 구체적인 디자인 경향이 포함되어 있다.
처음에 라텐 사람들은 족장의 언덕 요새가 지배하는 개방된 정착지에 살았다. 도시의 발전 - oppida -는 라텐 문화 중기에서 나타난다. 라텐 주택은 석조물이 아닌 목수로 건축되었다. 라텐 사람들은 또한 봉헌물과 심지어 인간 희생을 바치는 의식용 갱도를 팠다. 잘린 머리는 큰 힘을 가진 것으로 보이며, 종종 조각으로 표현되었다. 매장지에는 무기, 카트, 엘리트 및 가정용품이 포함되어 있어 사후 세계와의 강력한 연속성을 연상시킨다.
정교한 매장은 또한 광범위한 무역 네트워크를 보여준다. 프랑스 빅스에서는 기원전 6세기의 엘리트 여성이 그리스에서 만든 초대형 청동 ‘와인 믹서기’와 함께 매장되었다. 라텐 문화 지역에서 지중해 문화로의 수출은 소금, 주석, 구리, 호박색, 양모, 가죽, 모피 및 금을 기반으로 했다. 라텐 문화의 전형적인 공예품은 스칸디나비아, 북부 독일, 폴란드 및 발칸 반도와 같은 멀리 떨어진 곳에서 발견되었다. 따라서 해당 지역이 고유한 라텐 문화의 일부가 아니었지만, 무역을 통해 핵심 지역과 연결되었음에도 불구하고, 해당 지역의 맥락에서 ‘라텐 시대’에 대해 이야기하는 것도 일반적이다.

## 유형 유적
라텐 유형 사이트는 다른 호수와 연결되는 작은 티엘강이 뇌샤텔 호수로 들어가는 스위스 뇌샤텔 호수의 북쪽 기슭에 있다. 1857년, 장기간의 가뭄으로 호수의 수위가 약 2m 낮아졌다. 호수의 최북단, 강과 에파니에 마을 남쪽 한 지점 사이에 프레데리크 슈바브 대령의 유물을 찾던 한슬리 콥은 아직도 50cm에 이르는 나무 말뚝을 발견했다. 여기에서 콥은 철검 약 40개를 수집했다.
스위스 고고학자 페르디난트 켈러는 1868년 스위스 말뚝 가옥에 대한 영향력 있는 첫 번째 보고서에서 그의 발견을 발표했다. 1863년 그는 유적을 말뚝 위에 지어진 켈트족 마을로 해석했다. 뇌샤텔의 지질학자인 에두아르드 데서는 얼마 지나지 않아 호숫가에서 발굴 작업을 시작했다. 그는 그 장소를 호수 위의 말뚝에 플랫폼에 세워진 무기고로 해석했으며, 나중에 적의 공격에 의해 파괴되었다. 예리하지 않은 주철 검의 존재를 설명하는 또 다른 해석은 제사를 위한 장소였다.
1868년에서 1883년 사이에 스위스 호수가 처음으로 체계적으로 낮아지면서 부지는 완전히 말라버렸다. 1880년에 마린 에파니에의 교사인 에밀 부가는 원래 길이가 100m가 넘는 두 개의 다리(오늘날 자연 보호 구역)를 가로지르는 두 개의 다리("퐁 데소르" 및 "퐁 부가"로 지정)의 목조 유적을 발견했다. 그리고 해안에 5채의 집이 남아 있다. 부가가 끝난 후 마린 박물관의 큐레이터 F. 보렐도 발굴을 시작했다. 1885년에 칸톤은 뇌샤텔의 역사학회에 발굴을 계속할 것을 요청했고, 그 결과는 같은 해 부가에 의해 출판되었다.
전체적으로, 주로 금속으로 만들어진 2500개 이상의 물건이 라텐에서 발굴되었다. 166개의 검 (대부분 마모의 흔적이 없음), 270개의 랜스헤드, 22개의 방패 돌기, 385개의 브로치, 도구와 전차 부품이 있는 무기가 지배적이다. 수많은 인간과 동물의 뼈도 발견되었다. 이 사이트는 기원전 200년경에 활동이 절정에 이르렀고 기원전 60년경에 버려졌던 3세기부터 사용되었다. 사이트에 대한 해석은 다양하다. 일부 학자들은 다리가 만수로 인해 파괴되었다고, 믿고 다른 사람들은 전투가 성공한 후 제물을 바치는 곳으로 보고 있다.(여성 장신구는 거의 없음)
2007년 스위스 빌/비엔에 있는 슈밥 박물관에서 라텐 유적지 발견 150주년을 기념하는 전시회가 열렸고, 2008년 취리히, 2009년 부르고뉴의 몽뵈브레로 이전했다.

## 같이 보기
- 프랑스의 선사 시대
- 이베리아반도의 선사 시대

1. ↑  Garrow, Ch 1 and 2
2. ↑  Or just "La Tene" in English. More rarely also spelt "Latène" (especially in French adjectival forms) or "La-Tène". In German Latènezeit or La-Tène-Zeit equate to "La Tène culture"
3. ↑  Megaw, 9-16; Green, 11-17
4. ↑  Megaw, 228-244
5. ↑  Laing, Chapter 3, especially 41-42
6. ↑  Sabine Rieckhoff, Geschichte der Chronologie der Späten Eisenzheit in Mitteleuropa und das Paradigma der Kontinuität 보관됨 2020-07-13 - 웨이백 머신, Leipziger online-Beiträge zur Ur- und Frühgeschichtlichen Archäologie 30 (2008).
7. ↑  Mystery of the Celts 보관됨 15 1월 2010 - 웨이백 머신
8. ↑  McIntosh, 89
9. ↑  McIntosh, 89-91
10. ↑  Cunliffe 1997:66.
11. ↑  Green, 26
12. ↑  Garrow, chapter 2; Laing, chapter 4; Megaw, chapter 6
13. ↑  Pearson, Lionel (1934). “Herodotus on the Source of the Danube”. 《Classical Philology》 29 (4): 328–337. doi:10.1086/361781. S2CID 162214275.